# MCAT
美国医学院入学考试(The Medical College Admission Test, MCAT)是机考标准考试，针对申请美国和加拿大医学院的学生制作。考试考察解题、批判性思维、分析性写作、科学知识等。在2006年8月19日前，考试为笔试；在2007年1月27日后，所有考试改为机考。

## 现今
普尔文中心每年提供超过25次考试机会。次数因年份而不同。绝大多数学生在本科第三年或第四年参加MCAT考试，作为他们医学院的申请。考试时长被缩短为4.5-5小时，可能会在上午或下午举行。有的考场同时举办上午和下午考试。
考试分为四个部分：
- 自然科学 (Physical Sciences)
- 词汇推理 (Verbal Reasoning)
- 生物科学 (Biological Sciences)
- 实验部分 (Trial Section 可选)

词汇推理、自然科学、生物科学部分都是选择题。考题和答案都已经提前准备完毕，因此不会像GRE那样因答题正误而改变难度。
物理科学部分考查基础化学和物理的解题能力，生物科学考查生物和有机化学方面的知识。词汇推理部分考查理解力、评论、在散文形式中分析信息、论题。生物科学部分最直接地与USMLE中的Step 1 考试关联，对自然科学的相关系数为.553 对 .491，对词汇推理为.397。
由此可知，MCAT考试合成分数与USMLE Step 1 紧密相关。

### 考试
| 章节           | 考题 | 时长 |
| -------------- | ---- | ---- |
| 自然科学       | 52   | 70   |
| 词汇推理       | 40   | 60   |
| 生物科学       | 52   | 70   |
| 实验部分(可选) | 32   | 45   |

自然科学部分在考试中首先出现(在2003年4月份前，MCAT的第一部分是词汇推理)。此部分包括52道选择题，涵盖化学和物理相关知识。绝大多数选择题呈段落章节出现。文章内容旨在考察“段落理解、数据分析、分析辩题、或将某一章节的知识应用到另一章节上。”考生有70分钟的时间来完成这部分。
在此之后是词汇推理部分，以及一个可能出现的10分钟休息时间。考生有60分钟来回答40道选择题，问题考察他们的理解、评价、应用信息的能力。与科学和生物部分不同，词汇推理部分不需要专项知识来完成作答。
在词汇推理部分后，可能会出现10分钟的休息时间，之后是生物科学部分。考生应在70分钟内完成52道选择题，涵盖有机化学和生物学。
自2012年起，写作部分被移除，取而代之的是实验部分。考生可能会回答有关生物化学、生物、化学、物理、心理学、社会学等方面的问题。新实验部分是可选的，有效期从2013年到2014年。实验部分的成绩不计入总分，也不属于考试综合分数的某一部分。考生可以在45分钟内回答32道选择题。实验部分在生物科学之后出现。

### 成绩
三部分选择题分值为1-15。每部分的选择题成绩累加成为综合分数。综合分数的满分为45。根据AAMC报道，美国医学院申请人2008年MCAT的平均成绩为28.1P，被录取人的平均成绩为30.9P。考试中答错题不倒扣分。因此，猜题比交白卷强。考生在备考中常被推荐如此的次分数比：科学、词汇、生物：12、13、11；这似乎比14、13、9要强，虽然两者会累积出同样的总成绩。
标准差因年份的不同在2.0-3之间浮动。

### 2012百分位数
2012年平均量尺分数为25.2，标准差为6.4。下表列出了2012年89,452位考生的量尺分值及百分位数。：
| 量尺分值(45–31) | 百分位数 | 量尺分值(30–16) | 百分位数 | 量尺分值(15–3) | 百分位数 |
| --------------- | -------- | --------------- | -------- | -------------- | -------- |
| 45              | 99.9     | 30              | 78.7     | 15             | 7.9      |
| 44              | 99.9     | 29              | 73.3     | 14             | 6.1      |
| 43              | 99.9     | 28              | 67.6     | 13             | 4.6      |
| 42              | 99.9     | 27              | 61.5     | 12             | 3.4      |
| 41              | 99.9     | 26              | 55.4     | 11             | 2.4      |
| 40              | 99.8     | 25              | 49.3     | 10             | 1.6      |
| 39              | 99.6     | 24              | 43.3     | 9              | 1.1      |
| 38              | 99.1     | 23              | 37.6     | 8              | 0.7      |
| 37              | 98.4     | 22              | 32.1     | 7              | 0.4      |
| 36              | 97.4     | 21              | 27.2     | 6              | 0.2      |
| 35              | 95.8     | 20              | 22.7     | 5              | 0.1      |
| 34              | 93.7     | 19              | 18.7     | 4              | 0.0      |
| 33              | 91.0     | 18              | 15.3     | 3              | 0.0      |
| 32              | 87.5     | 17              | 12.5     |                |          |
| 31              | 83.4     | 16              | 10.0     |                |          |

## 历史[7]

### 莫斯考试: 1928–46
二十世纪20年代，美国医学院退学率飙升到5%-50%，导致入学考试被设计制定。医生莫斯(F.A. Moss)和他的同事们设计了“医学院学术能力测试”("Scholastic Aptitude Test for Medical Students")，涵盖了是非题、选择题，分6-8个考目。考试的考察范围包括图形记忆、内容记忆、科学词汇、科学定义、印刷资料理解、医学知识、逻辑推理。分值因考试的不同而不同。虽然考试在起初被批评为死记硬背，因此只适合医学院的前两年知识，但学者们日后对此表示否认。除了更加严格的入学考试流程和更高的标准外，全美医学院新生退学率从1925-1930年的20%降到了1946年的7%。

### 简化版: 1946–62
在这一期间内，考试技术得到了提升，包括机械积分器的应用，对考试态度的改变，以及医学院备考质量的提升等，都反应了这是时段的考试革新。对此，考试进行了三项重大修订。考目减成了4项，包括词汇能力、计量能力、科学知识、对现代社会的理解。考试的所有题目都是选择题。考试的每个章节都有独立的分数，总分则是由各个章节分数相加而成。总分分值范围是200-800分。各章节的单独分数有助于医学院招生部门从申请人中选拔合适的对象。然而，考试委员会并不认为“对现代社会的理解”有什么重要价值，虽然后者考察范围广泛，如历史知识、政府、经济、社会等。委员会将分数的重头放在科学知识部分，因为它对预测医学院学习成绩更加有效。
从1946到1948年，考试被叫做“专业院校能力测试”("Professional School Aptitude Test")，后在考试设计者“研究生入学办公室”(the Graduate Record Office)被ETS兼并后，考试更名为“医学院入学考试”。1960年,AAMC将合约转交给The Psychological Corporation，由后者负责后续考试的制作。

### 维持现状: 1962–77
从1962-1977年，MCAT保留了之前的绝大多数形式，“对现代社会的理解”因内容范围扩大而被更名为“综合信息”。一些小册子对考试进行了批评，指责考试只测试智力因素，而非医德医风。作为对批评的回应，招生委员会采取了不同的方式来对申请人的个人品行进行考察。

### 第四版: 1977–91
在第四版中，MCAT被几经修改。“综合信息”部分被取消，取而代之部分考查范围更广。在此，考查内容涵盖了科学知识、科学解题、阅读理解、计量分析。分数则将生物、化学、物理成绩分别汇报，而不是简简单单给出一个总分。分值尺度从200-800分变为了1-15分。文化和社会偏差被弱化了。AAMC称新版考试旨在考查“信息收集和分析能力、识别联系并将其公式化，以及其它解题能力”，然而，并没有任何研究对此表示支持。

### 改革: 1992–2013
1992年考试改革后，成为现在的样子。虽然考试依然呈四部分，但被更名为词汇推理、生物科学、自然科学、写作部分。考试形式为选择题，绝大多数题目被分成各组。含有段落的考题旨在考察“文章理解、数据分析、辩题评价、将段落中的知识应用与其它内容当中。”新的分数尺度也被实施。总分值为3–45，是根据词汇推理、生物科学、自然科学的单独分值相加而成，每部分分值为1–15。写作部分有两个小作文，每个作文需要30分钟来完成，计分尺度为J-T，T为最高分值。
2005年7月18日，AAMC宣布在2006年8月提供MCAT笔试版。其它考试中心在2005-2006年间提供机考版。目前相对简短的机考版于2007年1月开考。考试每天多次举行，考试后会很快给出成绩。

### MR5及2015计划
MR5顾问委员会在2008年秋季被AAMC任命。MR5主要做的是考察本科院校教什么，医学院看重的是什么。2011年末，MR5的推荐被公式化，并将于2015年付诸实施。MR5推荐于2012年被AAMC制定。最大的变化在于改革生物化学、多文化/行为概念、人文的批判性分析/推理等。由于2012年秋季入学的大学新生要参加新版MCAT考试，本科医学预科顾问正研究MR5文件及核心内涵，以便为预科做修订和准备。MR5版MCAT修正案可能会可导致数学、物理学、心理学、社会学、综合教育、生物、生物化学等课程的修改。其中一个负责对比新版MCAT与本科课程的科学协会是美国生化与分子生物科学会(American Society for Biochemistry and Molecular Biology, ASBMB)。虽然ASBMB注意到预科课程中的数学、物理学、社会科学、人文科目可能会改变，便将其推荐课程局限于生物、化学、和生物化学。

## 政策
与其它专业考试一样(如GMAT、LSAT)，考生若对自己的表现不满意，可以在当天取消考试成绩。考试成绩也可以在其余的任意时间被取消，或在考试结束后的5分钟窗口处咨询。取消考试成绩仅仅依靠考生对自己的表现作出判断，因为在做出决定时没有成绩可以参照——考试成绩需要30-35天才能得出结果。
AAMC在考试时禁止使用计算器、计时器、或是其它电子设备手机被禁止带入考场，若被发现，将会上报AAMC。唯一可以带入考场的是考生的ID卡。如果考生穿着夹克衫或是外套，则不需在考试时脱下。
作为改革，考生不需向AAMC递交申请，便可在一年内参加三次考试。机考MCAT一年至多三次，没有年岁限制。考生一次只能在一个考场报名，必须在考试结束后两天进行下一场的报名。
MCAT考试成绩在考试结束后的三十天左右公布，考生可以通过AAMC网站MCAT Testing History (THx) （页面存档备份，存于）查询。考试成绩不再使用邮件递送、也不再公布考试的原始分值。MCAT THx 被用于向医学院发送成绩、帮助申请以及提供其它服务。

## 备考
和众多标准化考试一样，考试提供众多备考资料和相关课程。AAMC自己也在官方网站上提供一些考试样题。
一些学生参加MCAT培训班进行备考。另一些学生则通过大学教材、MCAT备考资料、样题、以及免费的网络资源来进行备考。

## 更多阅读
- Julian, E. . Academic Medicine. 2005, 80 (10): 910–7. PMID 16186610. doi:10.1097/00001888-200510000-00010.
- Simonton, W. Kyle. . Journal of Legal Medicine. 2006, 27 (3): 305–322. PMID 16959654. doi:10.1080/01947640600870890.